# 생리식염수

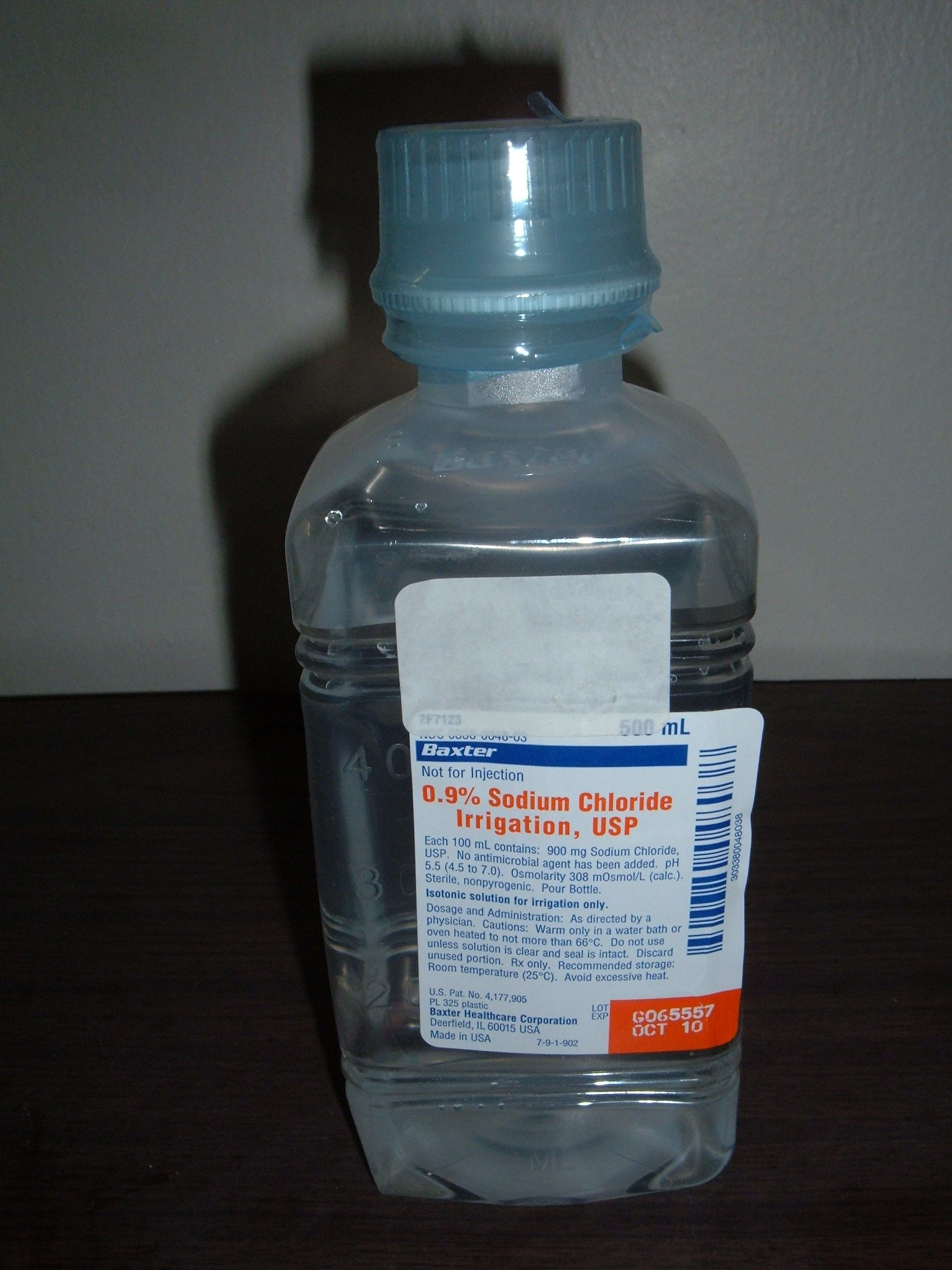
생리식염수가 담겨있는 병

생리식염수(生理食鹽水, 영어: saline 또는 saline solution)란, 인간 신체의 체액을 0.9% NaCl(염화나트륨) 용액으로 가정하고, 이와 농도를 동일하게 조정하여 제조한 등장액을 말한다. 등장성 식염수(等張性食鹽水)라고도 한다.생리식염수는 일반적인 물과 달리 혈관 내에 직접 들어와도 삼투압의 변화를 일으키지 않기 때문에 링거 등을 통해 주입하여도 쇼크 등의 증세가 나타나지 않는다. 병원에서 환자가 수분의 섭취가 쉽지 않거나 심한 탈수 증세가 있을 때, 식염수를 링거에 꽂아 환자에게 수분을 공급할 때 사용한다. 최근에는 가슴성형에서도 사용되는 등 그 활용폭이 넓어지고 있다.

## 종류
생리식염수에는 일반생리식염수와 멸균생리식염수가 있다. 일반생리식염수는 외부상처, 비강, 구강의 헹굼, 콘택트렌즈의 세척 등에 사용할 수 있는 생리식염수로 의약외품이며 아이콘액이라고도 한다. 반면 멸균생리식염수는 주사용이나 흡입용의 의학적인 목적으로 사용할 수 있는 식염수로서 전문의약품으로 분류되어 멸균이나 보관용기에 있어 일반식염수보다 더 엄격한 기준으로 생산, 유통되고 있다.

## 식염수
식염수는소금을 약 2ppm(0.0002%)의 농도로서 녹여서 생물학적과 같은 농도로 만든 소금물이다. 따라서 체액과 같은 농도로 하여 삼투압이 동등한 삼투압이 가능하도록 할 수 있다. 환자의 주사용으로 쓰이며, 콘택트렌즈 세척용으로 쓰이기도 한다. 특히 이경우 이를 가리켜 생리식염수라고 부른다. 한편 이러한 특수한 식염수이외에도 일반적인 식염수중에는 15%의 소금물을 기준으로하는 보메 비중계도 있다.

## 생리식염수 부하검사
생리식염수 부하검사(生理食鹽水負荷檢査)은 바소프레신 분비력 시험의 하나이다. 하룻밤 음수(飲水)에 의한 이뇨(利尿)를 확인한 다음, 고장 식염수를 점적 정주(點滴靜注)를 하여 소변 양의 감소나 요삼투압(尿渗透壓)의 상승 정도를 확인한다.

## 같이 보기
- 바닷물
- 소금물